# Вестеркапелн
Вестеркапелн (њем. Westerkappeln) општина је у њемачкој савезној држави Северна Рајна-Вестфалија. Једно је од 24 општинска средишта округа Штајнфурт. Према процјени из 2010. у општини је живјело 11.326 становника. Посједује регионалну шифру (AGS) 5566092, NUTS (DEA37) и LOCODE (DE WKP) код.

## Географски и демографски подаци
Вестеркапелн се налази у савезној држави Северна Рајна-Вестфалија у округу Штајнфурт. Општина се налази на надморској висини од 60 метара. Површина општине износи 85,8 km². У самом мјесту је, према процјени из 2010. године, живјело 11.326 становника. Просјечна густина становништва износи 132 становника/km².

## Међународна сарадња
| Мјесто | Држава    | Врста сарадње | Од    |
| ------ | --------- | ------------- | ----- |
| Батмен | Холандија | партнерство   | 1984. |
| Извор  |           |               |       |